# Goliath (La Ronde)
Goliath is een stalen achtbaan in attractiepark La Ronde gelegen in Canada.
De Goliath is 1231 meter lang en 53 meter hoog en heeft een topsnelheid van 109,9 kilometer per uur. De achtbaan duurt 1:36 en heeft een capaciteit van 1200 personen per uur. Het was de grootste, hoogste en snelste achtbaan van Canada tot in mei 2008 deze plaats werd ingenomen door de achtbaan Behemoth in het attractiepark Canada's Wonderland, ook gebouwd door het Zwitserse Bolliger & Mabillard.